# Manchot des Galápagos
Spheniscus mendiculus
Pour les articles homonymes, voir Manchot.
Espèce
Statut de conservation UICN

 EN A2bde;B2ab(iii,v)c(iv)+2ab(v)c(iv);C2a(ii)b : En danger
Le Manchot des Galápagos (Spheniscus mendiculus) est une espèce de manchot endémique des  Îles Galápagos. Seul manchot que l'on peut rencontrer dans l'hémisphère nord, il vit principalement sur l'île Fernandina et la côte occidentale de l'île Isabela. 
Il appartient au genre Spheniscus, qui comprend également les manchots du Cap, de Humboldt et de Magellan. Amené sur les Galápagos par le courant de Humboldt depuis les côtes sud-américaines, il y a évolué en s'adaptant aux conditions locales, et notamment aux températures équatoriales : il s'agit du deuxième plus petit manchot du monde après le manchot pygmée, sa taille réduite lui permettant de mieux évacuer la chaleur, illustrant ainsi la loi de Bergmann.

## Caractéristiques

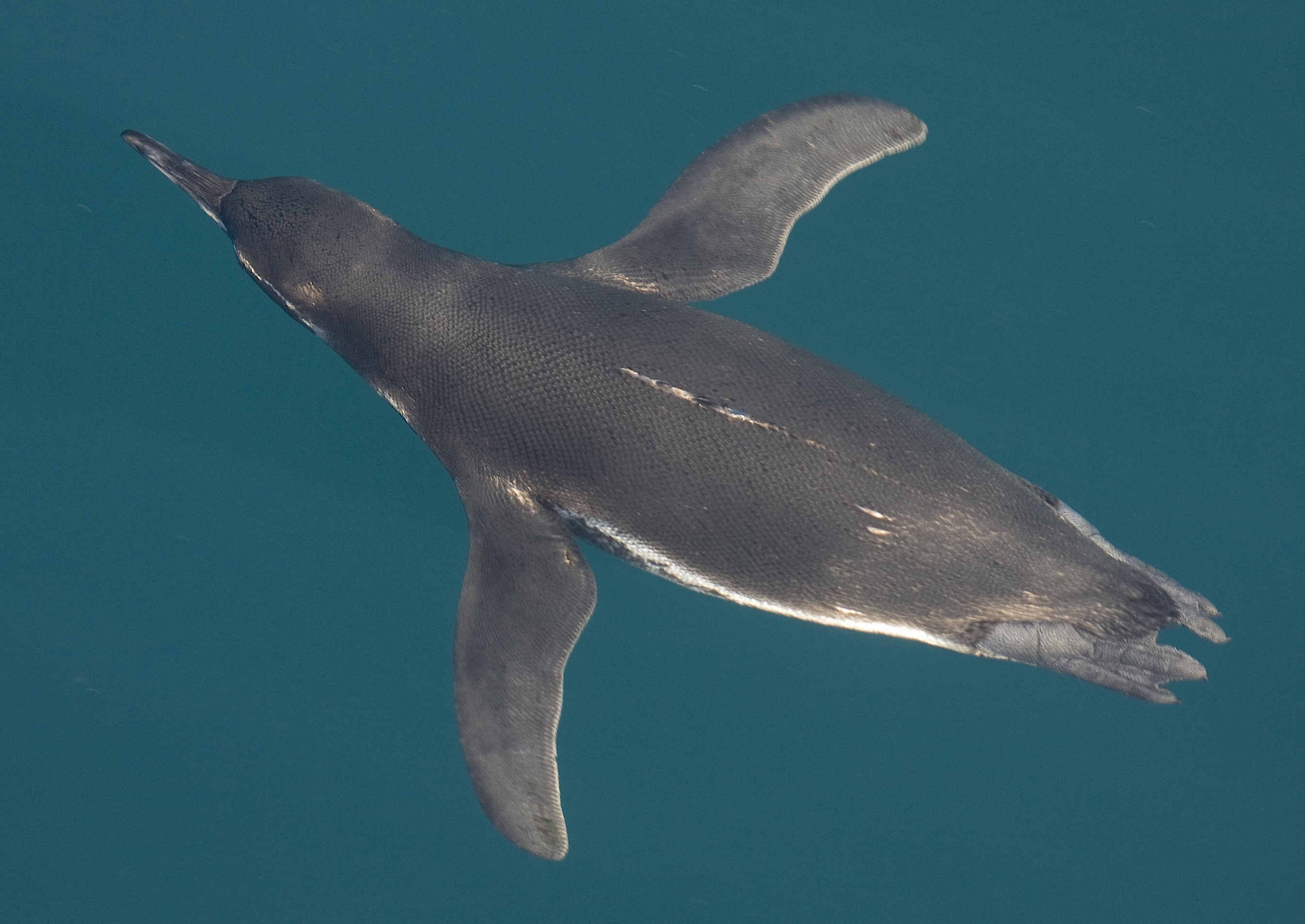
Un manchot des Galápagos chassant.

Il y a plusieurs millions d'années, des manchots sud-américains auraient été amenés par le courant de Humboldt jusqu'aux îles Galápagos, où ils ont évolué de manière isolée pour finir par devenir une espèce distincte. Les eaux froides et riches en nutriments de l'ouest des Galapagos fournissent une nourriture abondante et assurent la survie et la reproduction des manchots. Au fil du temps, les manchots ont subi des adaptations, développant des caractéristiques uniques qui leur ont permis de prospérer dans une niche écologique particulière, notamment une couche de graisse réduite et une taille plus petite que les manchots de l'Antarctique, ce qui favorise la dissipation de la chaleur.

Le manchot des Galápagos mesure en moyenne 48 à 50 centimètres et pèse environ 2 à 4 kilogrammes. C'est la deuxième plus petite espèce de manchot, après le manchot pygmée. Les femelles sont généralement plus petites que les mâles. Les manchots des Galápagos ont une tête noire avec un liseré blanc qui part de derrière l'œil, passe derrière l'oreille et forme un collier au niveau de la gorge. Le sommet du bec est noir et devient rose à la base. Ils ont deux bandes noires sur la poitrine qui se rejoignent sur le dos, la bande inférieure s'étendant sur les flancs jusqu'à la cuisse. Les juvéniles se distinguent par une tête entièrement foncée, plus grise sur le côté et le menton, et n'ont pas de bande sur la poitrine.

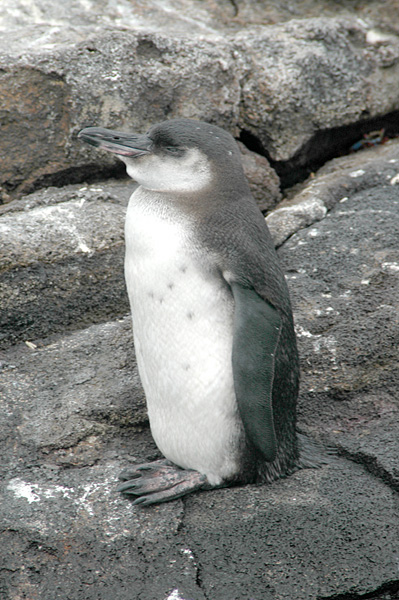
Manchot des Galapagos

En novembre 2020, le parc national des Galapagos annonce avoir observé sur l'île Isabela un manchot au plumage entièrement blanc, peut-être un cas de leucisme ou d'albinisme, particularité encore jamais observée chez cette espèce.

## Écologie et comportement

### Alimentation
Les manchots des Galápagos sont confinés aux îles Galápagos, cherchant leur nourriture dans le courant froid de Cromwell pendant la journée et retournant sur la terre ferme la nuit. Ils se nourrissent de petits poissons en bancs, principalement des rougets, des sardines et des anchois, et parfois de crustacés, et jouent un rôle dans la régulation des populations des espèces marines qu'ils consomment.  Ils ne s'éloignent en général que de quelques kilomètres de leurs sites de reproduction, en fonction des courants froids et riches en nutriments qui leur apportent de la nourriture.

### Reproduction
Les manchots des Galápagos sont monogames, chaque couple s'accouplant pour la vie. La population comprend environ 1 000 couples reproducteurs, et la reproduction est tributaire de certains événements climatiques. Pendant El Niño, les oiseaux peuvent par exemple ne pas se reproduire en raison des conditions climatiques difficiles. Après avoir terminé la parade nuptiale, constituée de rituels tels que le duel de becs, le tapotement des nageoires et le lissage mutuel des plumes, le couple construit et entretient un nid. La plupart des nids sont terminés entre mai et juillet, car la quantité de nourriture et les conditions climatiques sont alors optimales. Les nids sont construits à moins de 50 mètres de l'eau, sur le rivage. La femelle pond un à deux œufs dans une grottes ou une crevasse, à l'abri de la lumière directe du soleil, qui peut provoquer une surchauffe des œufs. La température de l'eau de surface influe également sur la reproduction, les manchots préférant des températures comprises entre 17 et 22 °C pour couver, une température supérieure à 25 °C entraînant l'échec de la nidification. L'incubation dure de 38 à 40 jours, et les deux parents couvent les œufs.
Les œufs et les jeunes poussins sont toujours gardés par au moins un parent, pendant que l'autre peut s'absenter pendant plusieurs jours pour leur apporter de la nourriture. Les manchots des Galápagos muent avant de se reproduire et sont les seuls manchots à le faire deux fois par an. La mue dure jusqu'à 15 jours. Ils le font pour leur propre sécurité, car l'abondance de nourriture aux Galápagos est imprévisible. S'il n'y a pas assez de nourriture disponible, ils peuvent abandonner le nid.
Les oisillons deviennent indépendants au bout de 60 à 65 jours. Les oisillons nouvellement éclos ont des plumes duveteuses qui ne s'imperméabilisent que lorsqu'ils deviennent juvéniles. Le plumage juvénile, obtenu trente jours après l'éclosion de l'oisillon, est brun foncé ou gris sur le dessus et blanc sur le dessous. Ces plumes sont plus destinées à protéger le jeune manchot du soleil que du froid.
Le naturaliste bermudien Louis L. Mowbray a été le premier à réussir la reproduction des manchots des Galápagos en captivité.

### Comportement
La température de l'air aux Galápagos varie entre 15 et 28°C. Lors des épisodes d'El Niño, leur nourriture devenant moins abondante, les manchots reportent la reproduction, l'élevage d'une portée pouvant alors mettre en jeu leur survie. Ce phénomène a été particulièrement préjudiciable lors de l'El Niño 1982-83, où une baisse de 77% de la population a été observée. Les manchots se reproduisent généralement lorsque la température de surface de la mer est inférieure à 25°C. Le soleil intense de l'équateur est un problème pour les manchots. Leur principal moyen de se rafraîchir est d'aller dans l'eau, mais d'autres adaptations comportementales pour la thermorégulation entrent en jeu lorsqu'ils doivent rester à terre. L'une d'entre elles consiste à étirer les nageoires et à se pencher en avant pour éviter que le soleil n'éclaire les pieds, qui évacuent rapidement de la chaleur grâce la forte circulation sanguine et de l'absence d'isolation. Une autre méthode consiste à haleter, en utilisant l'évaporation pour refroidir la gorge et les voies respiratoires. Les manchots des Galápagos protègent leurs œufs et leurs poussins du soleil en les gardant dans des grottes humides entre les rochers.

## Habitat et répartition

### Répartition
90% des manchots des Galápagos vivent sur l'île Fernandina et la côte ouest de l'île Isabela, dans la partie occidentale de l'archipel, mais de petites populations sont également présentes à Santiago, Bartolomé, au nord de Santa Cruz et à Floreana. La pointe nord d'Isabela traversant l'équateur, certains manchots des Galápagos vivent dans l'hémisphère nord, cas unique chez les sphenisciformes.